# 阿曼多·马克斯
阿曼多·马克斯（葡萄牙語：Armando Marques，1937年5月1日—），葡萄牙男子射击运动员。他曾代表葡萄牙参加1964年、1972年和1976年夏季奥林匹克运动会射击比赛，其中1976年奥运会获得一枚银牌。